# Umu Hawa Tejan-Jalloh
Umu Hawa Tejan-Jalloh, née le 16 avril 1949, est une avocate sierra-léonaise. Elle est la première femme présidente de la Cour suprême de 2008 à 2015.

## Biographie
Umu Hawa Tejan-Jalloh est née le 16 avril 1949 au Sierra Leone et à grandi à Freetown. Elle est issue d'une famille musulmane de l'ethnie Fula, originaire du district de Koinadugu, dans le nord du pays. Comme ses parents, Umu Hawa Tejan-Jalloh est également musulmane. Elle est la sœur aînée du diplomate sierra-léonais Sulaiman Tejan-Jalloh. La mère d'Umu Hawa Tejan-Jalloh a été présidente de l'Association nationale des femmes Fullah de Sierra Leone pendant vingt-six ans, et son père a siégé au conseil municipal de Freetown,,.

## Éducation
Umu Hawa Tejan-Jalloh fait ses études secondaires à la Harford Secondary School for Girls à Moyamba et à la St. Edwards Secondary School à King Tom dans la capitale Freetown. La juge Umu Hawa Tejan-Jalloh est titulaire d'un baccalauréat ès arts (histoire et sciences politiques) de l'Université Columbia à New York en 1971. Aussitôt après avoir obtenu son diplôme, elle continue son cursus en droit au College of Law de Londres et passe ses examens de fin d'études au Council of Legal Education de Londres. En novembre 1974, elle est admise au barreau de l'Honorable Society of Gary's Inn. En 1987, elle est parrainée avec d'autres étudiants du Commonwealth par le British Council pour suivre un cours à l'Institute of Advanced Legal Education à l'Université de Londres en droit international, droit public, rédaction de lois et de traités,.

## Carrière
Elle commence sa carrière en tant qu'avocate général, mais est ensuite promue aux postes de procureur principal, procureur général. Elle est nommée juge à la Haute Cour en 1995. Tejan-Jalloh est devenue membre de l'Institut judiciaire du Commonwealth à Halifax au Canada en 2000 alors qu'elle était juge à la Haute Cour. En 2004, elle est promue à la Cour d'appel. En janvier 2007, son excellence dans la magistrature lui a valu d'être approuvée par le parlement pour devenir juge à la Cour suprême, l'une des très rares femmes de Sierra Leone à le faire à l'époque ouvrant ainsi la voie à sa nomination éventuelle au poste de présidente de la Cour suprême,.
Elle prête serment en tant que présidente de la cour suprême de la Sierra Leone le 25 janvier 2008, succédant à Ade Renner Thomas. Elle est la première femme à occuper ce poste dans l'histoire de la Sierra Leone,.
Le 6 février 2015, elle prend sa retraite et est remplacée par Abdulai Hamid Charm le 25 janvier 2016,.